# Commeaux
Commeaux – miejscowość i gmina we Francji, w regionie Normandia, w departamencie Orne.
Według danych na rok 1990 gminę zamieszkiwało 107 osób, a gęstość zaludnienia wynosiła 17 osób/km² (wśród 1815 gmin Dolnej Normandii Commeaux plasuje się na 779. miejscu pod względem liczby ludności, natomiast pod względem powierzchni na miejscu 779.).